# Carl Lucas
Carl Lucas est un personnage de fiction du film Course à la mort, interprété par David Carradine puis par Luke Goss dans sa suite Death Race 2. Il est l'un des personnages principaux et l'un des seuls à apparaître dans les 2 épisodes. C'est également lui qui porte en premier le masque de "Frankenstein" après s'être fait défigurer par des flammes.

## Biographie fictive

### Avant la prison
Avant d'être en prison, Carl Lucas gagnait sa vie comme Parieur sur les évènements sportifs et cambrioleur au service du criminel Marcus Kane qu'il considère comme un frère et réciproquement. Pour leur prochain braquage, Marcus imposa à Carl d'emmener son neveu et ses acolytes. Ceux-ci se montrèrent inefficaces pendant la prise d'otages et Carl qui devait juste attendre dans la voiture, fut obligé de venir les aider. Malgré tout, un des acolytes meurt tué par policier. Ce dernier fut alors tué par le neveu de Kane. Un autre policier arriva dans le dos de Carl Lucas. Ce dernier eut le réflexe de se retourner et de tirer mais manquant ainsi à son crédo: "Ne Jamais Tuer". Il restera chamboulé mais arriva à s'enfuir avec les autres. Il déposa le neveu Kane et son acolyte avec les sacs mais se retrouve poursuivi par la police. Il arrive sur un pont en construction et est obligé de s'arrêter, il est alors visé par des dizaines de policiers qui lui ordonnent de se rendre.

### La prison
Il sera envoyé sur Terminal Island par un bus traversant le pont de la prison faisant plus de 37 kilomètres. Arrivé à la prison,  il se liera d'amité avec Lists (Frederick Koehler) et Goldberg (Danny Trejo). September Jones (Lauren Cohan), la directrice des émissions de la prison lui demande de participer à son émission: "Death Fight" ou 2 prisonniers se battent jusqu'à la mort. Il refuse l'offre mais c'est Lists qui est choisi pour faire face à Big Bill (DeObia Oparei). Il décide de sauver son ami et va affronter Big Bill. Le combat sera sans vainqueur après que tous les prisonniers se seront mêlés du combat. Il devient ensuite l'un des participants de la première "Death Race", qui remplace Death Fight devenu ennuyeux. Sa voiture est une Ford Mustang GT Noir avec des lignes rouges. Cette voiture est munie d'une carrosserie renforcée, d'un Minigun et d'un blindage arrière d'une douzaine de centimètres. Lors de la première course, il finit premier. Il entame ensuite une relation avec sa copilote, Katrina Banks. Lors de la deuxième épreuve, il sauve la vie de 14K, un pilote de la Triade. Il ne finira pas cette deuxième épreuve après qu'un missile à tête chercheuse, tiré par Big Bill sur ordre de Marcus Kane, ne détruira sa voiture alors qu'il était dedans. Il brûlera pendant plusieurs minutes avant que l'on vienne l'éteindre. Katrina demanda alors à 14K d'honorer la mémoire de Carl. 14K envoya donc un membre de la triade chez Marcus Kane pour le tuer. Pendant ce temps Lists tue un membre de son équipe et donc celle de Carl, qui a saboté la voiture sous l'ordre de Marcus. Lorsqu'il se réveille à l'hôpital, Carl Lucas est défiguré et décide de se faire passer pour mort pour être tranquille. September trouva un moyen de le faire croire mort tout en continuant la course. Elle lui a fabriqué une combinaison spéciale avec un masque. Elle dit à Carl que maintenant, il s'appelle Frankenstein. Carl tuera September en l'écrasant avec sa voiture au début de la troisième épreuve. Le second film se termine alors que Katrina demande à Frankenstein s'il a un nom, ignorant qu'il s'agit de Carl Lucas sous le masque. Ce dernier répondra "Oui... Comme tout le monde".

### Son premier remplaçant
Dans La Course à la Mort 3 : Bienvenue en Enfer, il se fera passer pour mort et fera en sorte que Niles York, horriblement brûlé, soit pris pour lui. Ce dernier deviendra le nouveau Frankenstein.
Au début de Death Race, on voit alors Niles à la troisième épreuve de sa quatrième course avec Case comme copilote. Il se fait alors attaquer par Machine Gun Joe (Tyrese Gibson). Se sentant perdu, il déclenche le siège éjectable pour sauver Case tandis qu'un missile atteint sa voiture qui explose mais gagne néanmoins la course. On apprendra plus tard que Case était chargé par la directrice Hennessy (Joan Allen) de faire perdre Frankenstein.

### Son second remplaçant
À la suite de la mort de Niles, c'est l'ancien pilote Jensen Ames (Jason Statham) qui le remplacera sous le masque de Frankenstein pour une cinquième et ultime course qui lui permettra de retrouver sa liberté mais la directrice Hennessy fera tout son possible pour l'en empêcher mais sans succès puisqu'à la fin de la course contre Machine-Gun Joe, Jensen s'enfuira avec ce dernier pendant que Case (sous le masque de Frankenstein et ayant déjà une remise en liberté) se fera arrêter. Hennessy recevra un cadeau qui explosera grâce à une télécommande tenu par Coach, le mécanicien de Jensen. Et au loin, au Mexique, Jensen avec sa fille, Joe et Case pour nouvelle vie.

### Sa voiture

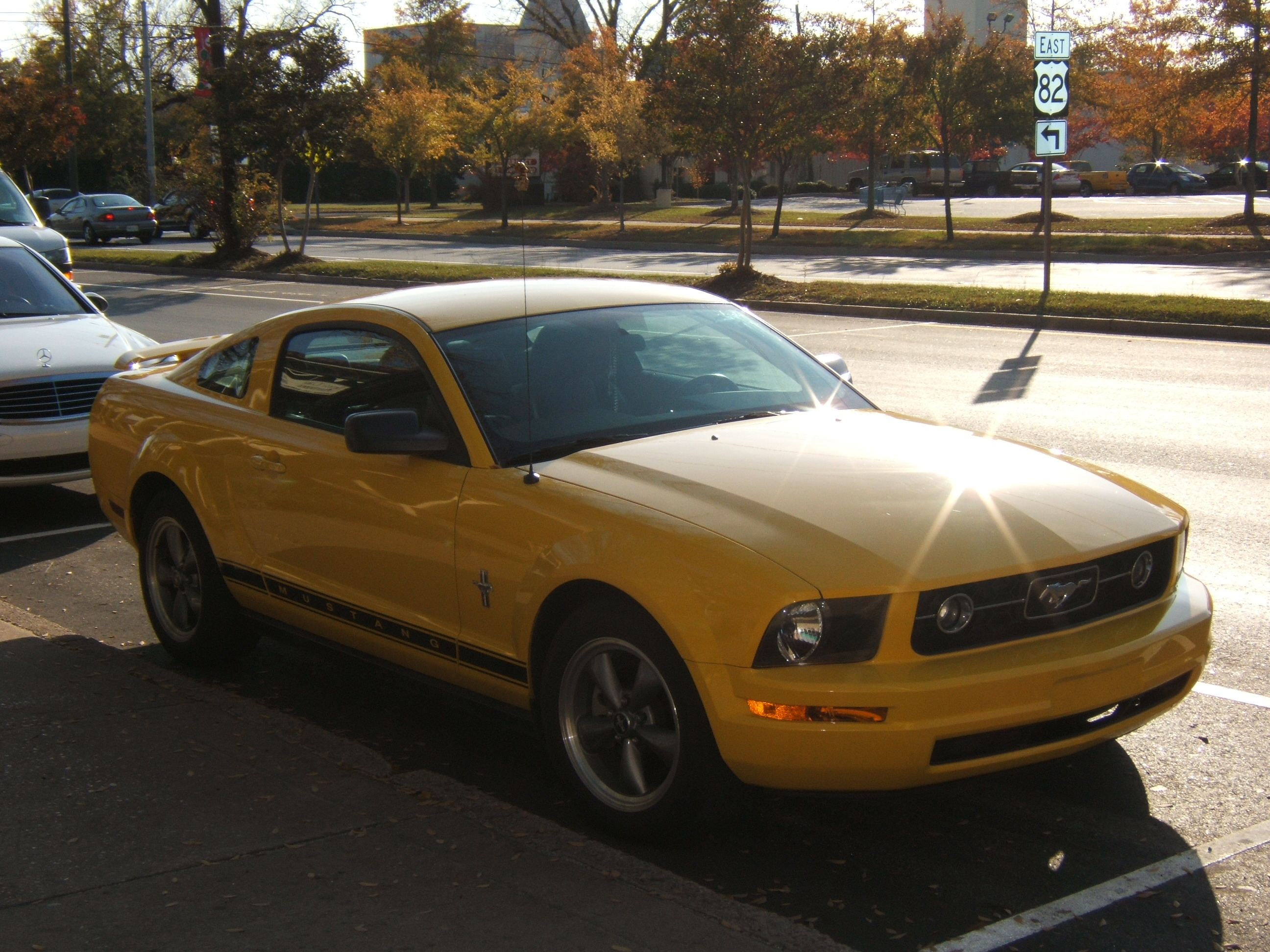
La voiture de Carl Lucas au début de Death Race 2

Au long des deux épisodes, Carl Lucas aura deux voitures dont une sera remplacée à plusieurs reprises à la suite de trop grands dommages :
- Ford Mustang Shelby GT500 SuperSnake Jaune avec Lignes Noires qu'il utilise lors du braquage au début de Death Race 2. C'est à bord de cette voiture qu'il sera arrêté sur le pont puis envoyé à la prison de Terminal Island avec une peine de perpétuité
- Ford Mustang GT Noir avec Lignes Rouges qui sera sa voiture lors des « Death Races ». Cette voiture est blindée et armée d'un Minigun à l'avant.Les vitres sont opaques et teintés pour que l'on puisse voir de l'intérieur sans être vu. Il y a également un compartiment à l'arrière qui contient du Napalm, des Fumigènes et une réserve d'huile supplémentaire à lâcher sur le circuit pour déstabiliser ses concurrents. Elle sera remplacée la première fois après s'être pris la tête chercheuse car les dégâts étaient trop importants. Elle sera remplacée une seconde fois dans Death Race après que le missile de Machine Gun Joe aura fait exploser la voiture de Frankenstein avec lui à l'intérieur

## Apparitions
- 2008 : Course à la mort (Death Race)
- 2011 : Death Race 2
- 2012 : Death Race: Inferno